# Équipe de Suède de football au Championnat d'Europe 2008
Cet article relate le parcours de l’équipe de Suède de football lors du championnat d'Europe de football 2008 qui a lieu du 7 au 29 juin 2008 en Autriche et en Suisse.

## Préparation
- Suède- Slovénie : 1-0
- Suède- Ukraine : 0-1

## Effectif
Le 13 mai 2008, le sélectionneur, Lars Lagerback, annonce une liste composée de vingt-trois joueurs pour l'Euro.
| Numéro / Nom | Numéro / Nom          | Equipe actuelle      | Date de naissance | J.              | Buts            |                 |                 |                 |
| Gardiens de but | Gardiens de but       | Gardiens de but      | Gardiens de but   | Gardiens de but | Gardiens de but | Gardiens de but | Gardiens de but | Gardiens de but |
| --- | --------------------- | -------------------- | ----------------- | --------------- | --------------- | --------------- | --------------- | --------------- |
| 1 | Andreas Isaksson      | Manchester City      | 03.10.1981        | 1               | 0               | 0               | 0               | 0               |
| 12 | Rami Shaaban          | Hammarby IF          | 30.06.1975        | 0               | 0               | 0               | 0               | 0               |
| 13 | Johan Wiland          | IF Elfsborg          | 24.01.1981        | 0               | 0               | 0               | 0               | 0               |
| Défenseurs |                       |                      |                   |                 |                 |                 |                 |                 |
| 2 | Mikael Nilsson        | Panathinaïkos        | 24.06.1978        | 1               | 0               | 0               | 0               | 0               |
| 3 | Olof Mellberg         | Aston Villa          | 03.09.1977        | 1               | 0               | 0               | 0               | 0               |
| 4 | Petter Hansson        | Stade rennais        | 14.12.1976        | 1               | 1               | 0               | 0               | 0               |
| 5 | Fredrik Stoor         | Rosenborg BK         | 28.02.1984        | 1               | 0               | 0               | 0               | 0               |
| 7 | Niclas Alexandersson  | IFK Göteborg         | 28.12.1971        | 1               | 0               | 0               | 0               | 0               |
| 14 | Daniel Majstorović    | FC Bâle              | 05.04.1977        | 0               | 0               | 0               | 0               | 0               |
| 15 | Andreas Granqvist     | Wigan Athletic       | 14.04.1985        | 0               | 0               | 0               | 0               | 0               |
| 23 | Mikael Dorsin         | CFR 1907 Cluj        | 05.10.1981        | 0               | 0               | 0               | 0               | 0               |
| Milieux de terrain |                       |                      |                   |                 |                 |                 |                 |                 |
| 6 | Tobias Linderoth      | Galatasaray          | 21.04.1979        | 0               | 0               | 0               | 0               | 0               |
| 8 | Anders Svensson       | IF Elfsborg          | 17.07.1976        | 1               | 0               | 0               | 0               | 0               |
| 9 | Fredrik Ljungberg     | West Ham             | 16.04.1977        | 1               | 0               | 0               | 0               | 0               |
| 16 | Kim Källström         | Olympique lyonnais   | 24.08.1982        | 0               | 0               | 0               | 0               | 0               |
| 18 | Sebastian Larsson     | Birmingham City      | 06.06.1985        | 0               | 0               | 0               | 0               | 0               |
| 21 | Christian Wilhelmsson | Deportivo La Corogne | 21.02.1984        | 1               | 0               | 0               | 0               | 0               |
| 22 | Markus Rosenberg      | Werder Brême         | 27.09.1982        | 1               | 0               | 0               | 0               | 0               |
| Attaquants |                       |                      |                   |                 |                 |                 |                 |                 |
| 10 | Zlatan Ibrahimović    | Inter Milan          | 03.10.1981        | 1               | 1               | 0               | 0               | 0               |
| 11 | Johan Elmander        | Toulouse FC          | 27.05.1981        | 1               | 0               | 0               | 0               | 0               |
| 17 | Henrik Larsson        | Helsingborgs IF      | 20.09.1971        | 1               | 0               | 0               | 0               | 0               |
| 19 | Daniel Andersson      | Malmö FF             | 28.08.1977        | 1               | 0               | 0               | 0               | 0               |
| 20 | Marcus Allbäck        | FC Copenhague        | 05.07.1973        | 0               | 0               | 0               | 0               | 0               |
| Sélectionneur |                       |                      |                   |                 |                 |                 |                 |                 |
| | Lars Lagerback        |                      | 16.07.1948        |                 |                 |                 |                 |                 |
| Réserve Joueurs qui n'ont pas participé au stage d'entraînement mais qui pouvaient faire office de remplaçants jusqu'au 8 juin |                       |                      |                   |                 |                 |                 |                 |                 |

## Résultats

### Premier tour: groupe D
| Date         | Équipe 1 | Équipe 2 | Résultat | Buteurs                                          |
| 10 juin 2008 | Grèce    | Suède    | 0 - 2    | Ibrahimović (66e), Hansson (72e)                 |
| 14 juin 2008 | Suède    | Espagne  | 1 - 2    | Ibrahimović (34e) \| Torres (15e), Villa (90+2e) |
| 18 juin 2008 | Russie   | Suède    | 2 - 0    | Pavlioutchenko (23e), Archavine (49e)            |

La Suède ne pouvait pas mieux commencer son tournoi, grâce à une victoire 0-2 contre le tenant du titre grec, à la suite d'un superbe but marqué par Zlatan Ibrahimović et un autre par Petter Hansson. Elle s'incline ensuite 1-2 face à l'Espagne dans les derniers instants du match, mais alors qu'un nul lui suffit face à la Russie pour se qualifier, elle s'incline 2-0 à la suite de buts de Roman Pavlioutchenko et d'Andreï Archavine, et laisse la deuxième place du groupe à une équipe russe qui n'aura pas volé sa qualification.